# Stiria fuliginosa
Stiria fuliginosa là một loài bướm đêm trong họ Noctuidae.